# Oppeby distrikt
Oppeby distrikt är ett distrikt i Kinda kommun och Östergötlands län. 
Distriktet ligger öster om Kisa. 

## Tidigare administrativ tillhörighet
Distriktet inrättades 2016 och utgörs av socknen Oppeby i Kinda kommun.
Området motsvarar den omfattning Oppeby församling hade vid årsskiftet 1999/2000.